# José María Dusmet Alonso
José María Dusmet Alonso (Chinchón, Comunitat de Madrid, 17 de febrer de 1869 - Saragossa, 11 d'octubre de 1960) va ser un entomòleg espanyol, acadèmic de la Reial Acadèmia de Ciències Exactes, Físiques i Naturals.

## Biografia
Es va doctorar en Ciències Naturals per la Universitat Central de Madrid en 1894 amb la tesi Algunos datos para el estudio de los Tentredínidos de España. Va reunir una col·lecció de 50.000 exemplars que va iniciar als 11 anys, amb un hemípter Phyncoris ápteras recol·lectat al jardí de la casa familiar d'Ambel i que va conservar durant tota la seva vida. Va donar la seva col·lecció al Museu de Ciències Naturals de Madrid que conserva tots aquests materials, juntament amb les seves notes i publicacions.
Autoritat de reconegut prestigi internacional va arribar a descobrir més de 170 espècies noves i 28 tipus de varietats, algunes de les quals porten el seu nom. El seu primer descobriment va ser l'Ailantus dusmeti obtingut a Rivas de Jarama (Madrid). Altres 40 espècies d'insectes porten llatinitzat el cognom Dusmet. A més el Museu de Ciències Naturals va voler honrar la seva memòria donant el seu nom a tres nous gèneres d'insectes:
Encírtids, Dusmetia
Cinípids, Dusmetiala
Dípters, Dusmetina
El 1916 i 1940 va ser president de la Reial Societat Espanyola d'Història Natural, el 1919 de la Societat Entomològica d'Espanya, el 1924 de la Societat Ibèrica de Ciències Naturals, i professor honorari del Museu de Ciències Naturals de Madrid, de l'Institut Espanyol d'Entomologia, i del Patronat «Ramón y Cajal» del CSIC. Alhora fou membre de l'Associació Espanyola per al Progrés de les Ciències, de la Societat Aragonesa de Ciències Naturals, de la Deustsche Entomologische Gesellschaft, Société Scientifique de Bruxelles i de la Institució Catalana d'Història Natural. El 1942 fou escollit acadèmic de la Reial Acadèmia de Ciències Exactes, Físiques i Naturals.

## Algunes publicacions
- «Los Apidos en España I-VIII», a Boletín de la Real Sociedad Española de Historia Natural, Madrid 1905-1935;
- «Observaciones sobre nidificación de la Amophila hirsuta», Oxford, 1912;
- Sobre algunas anomalías en las alas de los Himenópteros, Madrid, 1912; Himenópieros de Aragón, 1915;
- Apuntes para la Historia entomológica de España, Asociación Española para el Progreso de la Ciencia, Madrid, 1917;
- Observaciones sobre la procedencia española de muchos ápidos descritos por Pérez en especies nuevas de Meliféridos de Baroarie, 1920;
- Sobre la dificultad que hay de escoger los caracteres preferibles para la clasificación de los Himenópteros, 1929.

La seva última publicació va ser la revisió dels vèspids i masàrids d'Espanya, apareguda el 1951 quan comptava ja 82 anys.